# László Dajka
László Dajka, né le 29 avril 1959 à Nyíregyháza, est un footballeur puis entraîneur de football hongrois.

## Carrière de joueur
Il joue au milieu de terrain. Bien qu'il ne soit pas très grand (1,78 m), il est réputé pour son adresse de la tête et marque plusieurs buts de cette manière.

### Clubs
Il commence sa carrière professionnelle à l'âge de 19 ans avec le Budapest Honvéd, club avec lequel il joue jusqu'en 1987. En 1980-1981, il participe pour la première fois à la Coupe d'Europe des clubs Champions et marque deux buts.
En 1987, il est transféré à Las Palmas, puis en 1990 dans le club suisse d'Yverdon, où il met un terme à sa carrière de joueur en 1992.

### Équipe nationale
Il est sélectionné à 24 reprises en équipe de Hongrie entre 1980 et 1988. 
En 1986, il participe à la Coupe du monde et marque un but contre son camp lors du match perdu 6-0 contre l'Union soviétique. Il joue 3 matchs lors de la coupe du monde.

### Palmarès
- Champion de Hongrie en 1980, 1984, 1985 et 1986 avec le Budapest Honvéd
- Vainqueur de la Coupe de Hongrie en 1985 avec le Budapest Honvéd

## Carrière d'entraîneur
Après sa retraite de joueur, il entraîne un grand nombre d'équipes hongroises : 
- BVSC Budapest (assistant) (1993-1994)
- Kecskeméti TE (1994-1995)
- BVSC Budapest (1996-1997)
- Szombathelyi Haladás (1998-1999)
- BKV Előre SC (1999-2001)
- Békéscsaba (2001)
- Équipe de Hongrie (assistant) (2001-2003)
- Debreceni VSC (2002)
- FC Sopron (2003-2005)
- Békéscsaba (2005)
- Zalaegerszegi TE (2005-2006)
- FC Dabas (2007-2008)
- FC Tatabánya (2008-2009)
- Soroksár SC (2009-2010)
- Videoton FC (2011-)